# Église St Jax Montréal
Pour les articles homonymes, voir Église Saint-James.
L'église St. Jax Montréal est une église anglicane de Montréal située au 1439 rue Sainte-Catherine ouest.

## Histoire
L'église St. Jax Montréal fut inaugurée en mai 1864 sous le nom de Saint-James the Apostle. L'église de style néogothique conçue par Frederick Lawford est construite en pierre grise. À l'origine, elle était située dans un champ et elle a reçu le surnom de St. Crickets in the Fields. Ce surnom est apparu quand un régiment britannique s'est établi à Montréal, à cause de la guerre civile américaine, et les officiers jouaient du cricket près de l'église neuve.
Depuis sa construction, l'église a été modifiée, agrandie, restaurée et en partie démolie au cours des années. Un presbytère a été construit à côté en 1868 mais fut démoli entièrement en 1937. Une petite chapelle fut ajoutée en 1896, mais en raison du déplacement des fondations elle fut détruite et reconstruite en 1956. La salle paroissiale fut construite derrière le presbytère en 1924. La nef fut allongée vers la rue Sainte-Catherine en 1877. Le transept nord a été construit en 1895. 
Bien que Canon Ellengood fut le premier recteur de Saint-James the Apostle, de 1864 à 1911, le vitrail au-dessus de l'autel, sur le thème de l'Ascension, est en mémoire de son successeur : Allan P. Shatford, deuxième recteur de Saint-James the Apostle (1911-1935).
À l'automne 2015, il fut annoncé que la paroisse de Saint-James the Apostle serait dissoute à la fin de l'année et qu'une nouvelle église inspirée de l'église Holy Trinity Brompton y serait inaugurée en 2016. Des renseignements sur la vision de cette nouvelle communauté chrétienne sont sur le site internet.